# Cartoon Network Too
Pour les articles homonymes, voir Cartoon Network (homonymie).
Cartoon Network Too (également écrit Cartoon Network TOO, abrégé CN Too) est une ancienne chaîne de télévision, propriété de Turner Broadcasting System. CN Too était la chaîne sœur de Cartoon Network, et diffusait des programmes de la chaîne principale, Cartoon Network. La journée, la chaîne diffusait des séries d'action-aventure comme Ben 10: Alien Force et Star Wars: The Clone Wars. La nuit, habituellement entre minuit et 6 h, elle diffusait des séries arrêtées (comme Skatoony).

## Histoire
Cartoon Network Too est lancée le 24 avril 2006 sur Sky en même temps que Nick Jr. 2. Elle remplace Cartoon Network +1. La chaîne émettait de 3 h à 19 h, TCM 2 occupant la soirée.
À partir du 4 septembre 2006, un bloc de programmation nommé Cartoonito destiné aux préscolaires est ajouté de 6 h à 15 h.
Le 23 mai 2007, Cartoon Network Too est retirée de son canal original, laissant Cartoonito sur tout son créneau. Cartoon Network Too remplace Toonami, émettant dès lors 24h / 24.
La chaîne est arrêtée le 1er avril 2014, à la suite d'un épisode de Skatoony et plusieurs anciennes publicités pour Cartoon Network. Cartoon Network +1 reprend alors le canal.

## Identité visuel

Logo de Cartoon Network Too du 24 avril 2006 au 5 janvier 2010

Du 24 avril 2006 au 29 juin 2007, le logo de Cartoon Network de 2006 est accompagné d'une boîte bleue où est écrit la mention "Too" à l'intérieur.
Du 30 juin 2007 au 5 janvier 2010, le logo de Cartoon Network Too est sur un fond vert jungle.
Du 5 janvier 2010 au 14 mai 2012, le logo de Cartoon Network Too, est sur un fond mangue multicolore.